# Каламици (Гребен)
Каламици (грч. Καλαμίτσι) је насељено место у општини Гребен у периферији Западна Македонија, Грчка. Према попису из 2021. године било је 32 становника.
Према бугарском географу и историчару, Василу Канчову, у Каламицију је 1900. године живело 150 Грка.